# Guild Wars 2
A Guild Wars 2 egy interneten játszható szerepjáték, azaz MMORPG melynek fejlesztője az ArenaNet, kiadója pedig az NCsoft. A játék helyszíne egy kitalált fantasy világ, Tyria, a történet középpontjában pedig az újraalakulóban lévő Destiny’s Edge nevű céh áll, akik a világ fölötti hatalmat átvevő Ősi Sárkányok (Elder Dragons) ellen küzdenek. (Az eredeti Guild Wars és a folytatás története között több száz év telik el.)
A fejlesztők a játékkal azt a célt tűzték ki maguk elé, hogy egy egyedi alkotást készítsenek a műfajban, melynek fontos eleme, hogy a játékos cselekedetei kihatnak a Guild Wars 2 történetére, ami szemben a hagyományos szerepjátékokkal ritkának számít az MMORPG műfajában, valamint elődjéhez hasonlóan a játékért ezúttal sem kell havidíjat fizetnie a felhasználóknak. A játékban az előző részektől eltérően egy újfajta, dinamikus küldetésrendszer található, valamint a harcrendszert is komolyabb változtatások érik.
2012. február 22-én lehetőség nyílt jelentkezni a játék bétatesztelésére, erre azonban csak 48 óra állt játékosok rendelkezésére. Az első nyílt bétahétvége (azaz a titoktartási szerződés már nem lépett életbe) április 27-e és 29-e között, a második pedig június 8-a és 10-e között zajlott le. Ezen események alkalmával a játékot elővásárlók biztosan kipróbálhatták a programot, illetve a korábban bétatesztelésre jelentkezett játékosok közül is kaphattak meghívót a szerencsések.
A játék 2012. augusztus 28-án jelent meg.
A Guild Wars 2: Heart of Thorns az első kiegészítő a Guild Wars 2-höz 2015. Október 23-án jelent meg. Ezelőtt nem sokkal az alapjáték ingyenessé vált a nagyközönség számára is.